# Stellar Banner
,Le Stellar Banner était un minéralier, VLOC appartenant à la société sud-coréenne Polaris Shipping. Le 24 février 2020, le navire se déclare en difficulté au large de Maranhao, au Brésil et il s'échoue volontairement pour éviter tout naufrage. 
Le 12 juin 2020, le Stellar Banner est sabordé sur décision du propriétaire Polaris Shipping,.